# Velika nagrada Turčije
Velika nagrada Turčije (turško Türkiye Grand Prix) je nekdanja dirka v svetovnem prvenstvu Formule 1, ki je redno potekala med sezonama 2005 in 2011 ter kot ena od nadomestnih dirk v sezonah 2020 in 2021.
Dirkališče Istanbul Park Circuit je eno le treh dirkališč v Formuli 1, kjer dirka poteka v nasprotni smeri urinega kazalca, drugi sta še Autodromo Enzo e Dino Ferrari (Imola) in Autódromo José Carlos Pace (Brazilija). Osmi ovinek na stezi je najtežavnejši za dirkače, saj v njem za štiri sekunde občutijo kar petkratno silo težnosti. V bistvu so to združeni kar štirje ovinki in mnogi dirkači ga označujejo za zelo težavnega. Juan Pablo Montoya je prav v tem ovinku v sezoni 2005 dva kroga pred ciljem zletel s proge in tako drugo mesto prepustil Fernandu Alonsu, ki se je z moštvenim kolegom Montoye, Kimijem Räikkönenom boril za naslov prvaka. V sezoni 2006 je prišlo na podelitvi pokalov po dirki do škandala. Namreč na televiziji je pisalo da pokal za zmago podeljuje predsednik Turške republike Severni Ciper, države ki jo priznava le Turčija. Nekateri so napovedovali celo konec dirke za Veliko nagrado Turčije, toda FIA je organizatorje dirke kaznovala finančno s 5 milijoni dolarjev.

## Zmagovalci Velike nagrade Turčije
| Leto | Dirkač           | Konstruktor      | Dirkališče | Poročilo |
| ---- | ---------------- | ---------------- | ---------- | -------- |
| 2021 | Valtteri Bottas  | Mercedes         | Istanbul   | Poročilo |
| 2020 | Lewis Hamilton   | Mercedes         | Istanbul   | Poročilo |
| 2011 | Sebastian Vettel | Red Bull-Renault | Istanbul   | Poročilo |
| 2010 | Lewis Hamilton   | McLaren-Mercedes | Istanbul   | Poročilo |
| 2009 | Jenson Button    | Brawn-Mercedes   | Istanbul   | Poročilo |
| 2008 | Felipe Massa     | Ferrari          | Istanbul   | Poročilo |
| 2007 | Felipe Massa     | Ferrari          | Istanbul   | Poročilo |
| 2006 | Felipe Massa     | Ferrari          | Istanbul   | Poročilo |
| 2005 | Kimi Räikkönen   | McLaren-Mercedes | Istanbul   | Poročilo |